# Neolimnophila fuscocubitalis
Neolimnophila fuscocubitalis là một loài ruồi trong họ Limoniidae. Chúng phân bố ở miền Cổ bắc.